# Петнист тюлен
 Тази статия е за P. largha.  За P. vitulina вижте Обикновен тюлен.  
Петнистият тюлен (Phoca largha) е вид бозайник от семейство Същински тюлени (Phocidae).

## Разпространение и местообитание
Разпространен е в Канада, Китай, Русия, САЩ, Северна Корея, Южна Корея и Япония.